# Nowe Brzesko (gmina)
Nowe Brzesko est une gmina mixte du powiat de Proszowice, Petite-Pologne, dans le sud de Pologne. Son siège est la ville de Nowe Brzesko, qui se situe environ 10 km au sud-est de Proszowice et 33 km à l'est de la capitale régionale Cracovie.
La gmina couvre une superficie de 54,53 km2 pour une population de 5 769 habitants.

## Géographie
Outre la ville de Nowe Brzesko, la gmina inclut les villages de Grębocin, Gruszów, Hebdów, Kuchary, Majkowice, Mniszów, Mniszów-Kolonia, Pławowice, Przybysławice, Rudno Dolne, Sierosławice, Śmiłowice et Szpitary.
La gmina borde les gminy de Drwinia, Igołomia-Wawrzeńczyce, Koszyce et Proszowice.